# Montsûrs-Saint-Céneré
Montsûrs-Saint-Céneré est une ancienne commune française située dans le département de la Mayenne en région Pays de la Loire intégrée depuis le 1er janvier 2019 à la commune nouvelle de Montsûrs.
Elle était, depuis le 1er janvier 2017, une commune nouvelle française issue de la fusion de Montsûrs (commune déléguée) et de Saint-Céneré.

## Géographie
Il convient de se reporter aux articles consacrés aux anciennes communes fusionnées.

## Histoire
La commune nouvelle est créée par l'arrêté préfectoral du 29 septembre 2016 avec effet au 1er janvier 2017. On note que dans l'arrêté signé par le préfet, la graphie de la commune nouvelle n'est pas conforme aux règles de typographie française ; en effet la commune aurait dû se nommer « Montsûrs-Saint-Céneré ».
La commune est issue du regroupement des deux communes Montsûrs (commune déléguée) et Saint-Céneré qui deviennent des communes déléguées ; son chef-lieu se situe à Montsûrs.
Le 1er janvier 2019, Montsûrs-Saint-Céneré intègre avec trois autres communes la commune de Montsûrs créée sous le régime juridique des communes nouvelles instauré par la loi no 2010-1563 du 16 décembre 2010 de réforme des collectivités territoriales. Les communes de Deux-Évailles, Montourtier et Saint-Ouën-des-Vallons deviennent des communes déléguées, celles de Montsûrs (commune déléguée) et Saint-Céneré conservent ce statut et Montsûrs est le chef-lieu de la commune nouvelle.

## Politique et administration

### Communes déléguées
| Nom              | Code Insee | Intercommunalité | Superficie (km2) | Population (dernière pop. légale) | Densité (hab./km2) |
| ---------------- | ---------- | ---------------- | ---------------- | --------------------------------- | ------------------ |
| Montsûrs (siège) | 53161      | CC des Coëvrons  | 10,85            | 1 965 (2021)                      | 181                |
| Saint-Céneré     | 53205      | CC des Coëvrons  | 18,89            | 490 (2021)                        | 26                 |

### Liste des maires
| Période      | Période       | Identité       | Étiquette | Qualité                                                     |
| ------------ | ------------- | -------------- | --------- | ----------------------------------------------------------- |
| janvier 2017 | décembre 2018 | Jean-Noël Ravé | DVD       | Artisan coiffeur retraité, conseiller général (2001 → 2015) |

## Population et société

### Démographie
En 2013, la population totale des deux communes regroupées représentait 2 516 habitants.

## Économie
Il convient de se reporter aux articles consacrés aux anciennes communes fusionnées.

## Culture locale et patrimoine
Il convient de se reporter aux articles consacrés aux anciennes communes fusionnées.